# Ellen Dougherty
Ellen Dougherty, född 1844, död 1919, var en nyzeeländsk sjuksköterska.
Hon var den första formellt utbildade sjuksköterskan i Nya Zeeland. 